# Sweltsa californica
Sweltsa californica är en bäcksländeart som först beskrevs av Jewett 1965.  Sweltsa californica ingår i släktet Sweltsa och familjen blekbäcksländor. Inga underarter finns listade i Catalogue of Life.